# FK Balkan Skopje
Fudbalski klub Balkan Skopje (makedonsky: ФК Балкан Скопје) byl severomakedonský fotbalový klub sídlící v hlavním městě Skopje. Klub byl založen v roce 1921. V roce 1990 klub vyhrál předposlední makedonské mistrovství. Klub zanikl v roce 2012.

## Získané trofeje
- Mistrovství Makedonie ( 1x )
  - 1989/90